# Katania
Katania (wł. Catania) – miasto i port we Włoszech, w regionie Sycylia, w prowincji Katania, u podnóża Etny.
Według danych na rok 2023 gminę zamieszkiwały 298 762 osoby (1633,5 os./km²).

## Geografia
Katania leży na wschodnim wybrzeżu Sycylii na północnym krańcu Zatoki Katańskiej , u podnóża wulkanu Etna. Położenie Katanii u podnóża Etny było źródłem zarówno korzyści, jak i strat dla miasta. Wybuchy wulkanu pustoszyły wielką część terytorium miasta, jednak z drugiej strony wulkaniczne popioły wytwarzały glebę o dużej urodzajności (gleby wulkaniczne), adaptowane szczególnie do upraw winogron.
Pod miastem płynie rzeka Amenano, widoczna w jednym punkcie, na południe od Piazza Duomo. W mieście płynie też rzeka Longane (lub Longina).
Aglomerację Katanii zamieszkuje 453 938 osób, a jej obszar metropolitalny 752 895.

## Transport
W Katanii znajdują się port morski i międzynarodowy port lotniczy Fontanarossa, a miasto jest jednym z węzłów sycylijskiego systemu autostrad. Autostrady obsługujące Katanię to A18 Mesyna-Katania i A19 Palermo-Katania. Przedłużenie A18 w stronę Syrakuz oraz Geli jest obecnie w trakcie budowy.
W mieście znajduje się stacja kolejowa Catania Centrale. Oprócz tego znajduje się tu początkowa stacja kolei wąskotorowej Circumetnea okrążającej wulkan Etna.
Od 1999 r. w mieście działa metro, obejmujące dawne stacje Circumetnei od stacji Catania Porto do Catania Borgo. Trasa metra liczy 3,8 km i ma 6 stacji. Planuje się rozszerzenie metra m.in. do lotniska Fontanarossa.

## Sport
W mieście działa klub piłkarski Calcio Catania. W październiku 2011 w Katanii odbyły się mistrzostwa świata w szermierce (pełnosprawnych i niepełnosprawnych).

## Miasta partnerskie
- Phoenix, Stany Zjednoczone (od 2001 roku)
- Grenoble, Francja (od 1961 roku)
- Ottawa, Kanada (od 2002 roku)
- Oświęcim, Polska (od 2010 roku)
- Oksford, Anglia, Wielka Brytania (od 2012 roku)
- Borgo Maggiore, San Marino (od 2015 roku)
- Królewiec, Rosja (od 2017 roku)
- Aleksandria, Egipt (od 2019 roku)